# Horné Mladonice
Horné Mladonice (em húngaro: Felsőlegénd) é um município da Eslováquia, situado no distrito de Krupina, na região de Banská Bystrica. Tem 11,83 km² de área e sua população em 2018 foi estimada em 175 habitantes.

## Demografia
| Ano:        | 1994 | 2004    | 2014   | 2024    |
| ----------- | ---- | ------- | ------ | ------- |
| Broj ljudi: | 199  | 170     | 172    | 190     |
| Razlika:    |      | -14,57% | +1,17% | +10,46% |

| Ano:               | 2023 | 2024   |
| ------------------ | ---- | ------ |
| Número de pessoas: | 187  | 190    |
| Diferença:         |      | +1,60% |